# Jolochero 2da. Sección
Jolochero 2da. Sección är en ort i Mexiko.   Den ligger i kommunen Centro och delstaten Tabasco, i den sydöstra delen av landet, 700 km öster om huvudstaden Mexico City. Jolochero 2da. Sección ligger 4 meter över havet och antalet invånare är 1 303.
Terrängen runt Jolochero 2da. Sección är mycket platt. Runt Jolochero 2da. Sección är det tätbefolkat, med 442 invånare per kvadratkilometer. Närmaste större samhälle är Tamulte de las Sabanas, 4,9 km norr om Jolochero 2da. Sección. Trakten runt Jolochero 2da. Sección består till största delen av jordbruksmark.